# FBB (F6FBB)
FBB – darmowe i otwarte oprogramowanie BBS przeznaczone dla krótkofalowców do łączności Packet Radio. Program napisany w języku C++, umożliwia transmisję wiadomości (email) przy pomocy protokołu AX.25 emisjami Packet Radio na częstotliwościach VHF, PACTOR na częstotliwościach HF oraz przez Internet.
Stworzony w 1986, porównywany z innymi systemami BBS np. DPBOX i Winlink, z którymi jest kompatybilny (routing poczty elektronicznej przy pomocy otwartego protokołu FBB). Zawiera również zintegrowane adresowanie hierarchiczne BBS.
Nazwa programu pochodzi od znaku wywoławczego autora programu – F6FBB.